# Gli antipatici
Gli antipatici é um livro de Oriana Fallaci, escritora e jornalista italiana escrito em 1963.
É uma coletânea de entrevistas realizadas com personalidades, sobretudo culturais, para o jornal L'Europeo:
- Ingrid Bergman, atriz sueca
- D. Jaime de Mora y Aragón, aristocrata e ator espanhol
- Nilde Iotti, política comunista italiana
- Federico Fellini, diretor e roteirista de cinema italiano
- Arletty, atriz e cantora francesa
- Baby Pignatari, empresário ítalo-brasileiro
- Catherine Spaak, atriz e cantora francesa
- Gianni Rivera, futebolista italiano
- Afdera Franchetti, baronesa italiana
- Antonio Ordóñez, matador de touros espanhol
- Cayetana Fitz-James Stuart, Duquesa de Alba
- Salvatore Quasimodo, poeta italiano, Nobel de Literatura de 1959
- Jeanne Moreau, atriz e cantora francesa
- Alfred Hitchcock, diretor e produtor cinematográfico britânico
- Anna Magnani, atriz italiana
- Porfirio Rubirosa, diplomata, jogador de polo e piloto automobilístico dominicano
- Natalia Ginzburg, escritora e tradutora italiana
- Gian Carlo Menotti, compositor italiano